# Катуньчик рожевий
Кату́ньчик рожевий (Leucosticte australis) — вид горобцеподібних птахів родини в'юркових (Fringillidae). Ендемік США. Утворює надвид із сибірським, сивоголовим і темним катуньчиком.

## Опис
Довжина птаха становить 14-16,5 см, вага 23-33 г. Спина і груди каштанові, живіт рожевий. Обличчя, лоб і тім'я чорні, потилиця і скроні темно-сірі. Крила і хвіст чорні. Дзьоб і лапи чорні, очі темно-карі. Самичкі світліші за самців.

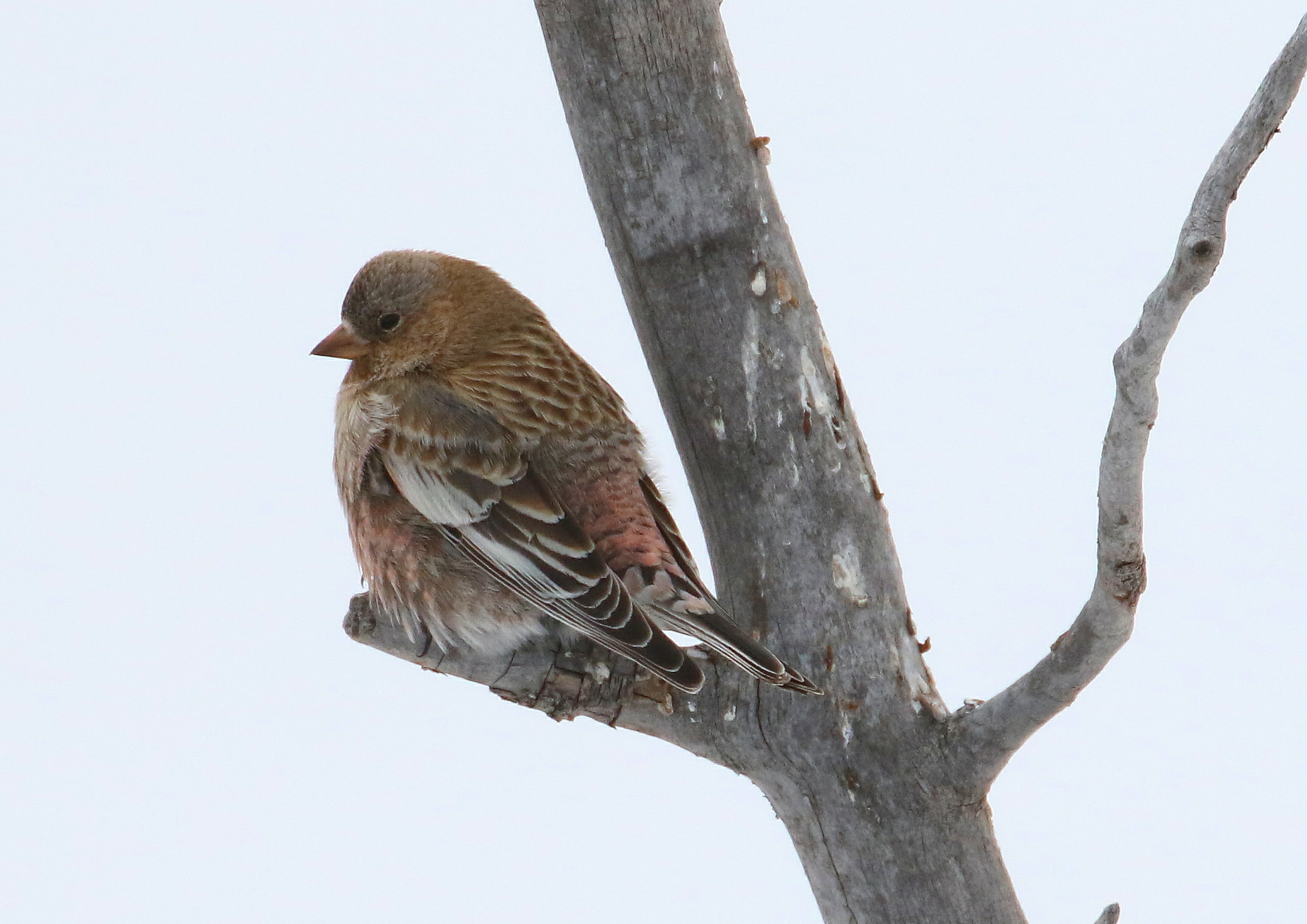
Рожевий катуньчик

## Поширення і екологія
Рожеві катуньчики поширені на півдні Скелястих гір, в штаті Колорадо, на півночі Нью-Мексико та на крайньому півдні Вайомінгу. Гніздяться лише в окремих гірських районах, в негніздовий період поширені на значно більшій території. Живуть на кам'янистих схилах гір, серед скель, вище верхньої межі лісу, у високогірній тундрі поблизу льодовиків. Зустрічаються на висоті від 3000 до 4300 м над рівнем моря.

## Поведінка
У негніздовий період рожеві катуньчики утворюють великі зграї. Вони живляться переважно насінням трав, а також іншими частинами рослин. Влітку іноді харчуються комахами. Сезон розмноження триває з червня по вересень. Гніздо має чашоподібну форму, зроблене з трави, корінців, лишайників і моху, встелене шерстю і пір'ям. Воно розміщується на землі або серед каміння. В кладці 3-6 яєць, інкубаційний період триває 2 тижні. Пташенята покидають гніздо на 3 тиждень. І самці, і самиці піклуються про них ще протягом 2 тижнів.

## Збереження
МСОП класифікує цей вид як такий, що знаходиться під загрозою зникнення. За оцінками дослідників, популяція рожевих катуньчиків становить близько 67 500 птахів. Їм загрожує зміна клімату, яка маже знищити середовище їх проживання — високогірну тундру. У період з 1970 по 2014 рік популяція рожевих катуньчиків зменшилась на 95 %.